# Mikky Ekko
Mikky Ekko (né John Stephen Sudduth) est un chanteur-compositeur et producteur de musiques américain, signé sur RCA Records. Il est surtout connu pour sa collaboration avec Rihanna sur le single Stay en 2013.

## Biographie

### Enfance et débuts
Né John Stephen Sudduth en Louisiane, Mikky Ekko eut une enfance nomade, se déplaçant dans le sud profond de l'Amérique avec son père prédicateur (John Sudduth) et sa mère (Karen Sudduth), ainsi qu'avec ses deux jeunes frère et sœur, Kirk et Joanna. Après s'être installé à Tupelo (Mississippi) et qu'il y ait absorbé autant de gospel qu'il le pouvait, il a déménagé à Nashville, dans le Tennessee, et a commencé à jouer dans des groupes. Mikky Ekko a commencé à travailler en tant que compositeur pour d'autres artistes, mais s'est rendu compte qu'il voulait être un chanteur lui-même. 
Il sort son premier EP, Strange Fruit (produit par Tim Lauer) le 15 février 2009, contenant les premières chansons qu'il avait écrites lui-même, la plupart d'entre elles a cappella. Ekko déclare à propos de l'endroit où il vit (Nashville) : « j'ai la chance d'être dans une ville si tendre et accueillante ». De septembre 2009, il part en tournée avec le groupe collectif basé à Nashville, Ten Out of Tenn. En 2010, ses EP Bues et Reds captent l'attention du public, l'une des chansons étant mise en avant dans six épisodes de séries télévisées différentes.

### Percée mondiale
C'est en novembre 2012 que Ekko accès à la renommée mondiale, en co-écrivant (avec Justin Parker) la chanson Stay pour Rihanna, issue de son album à succès Unapologetic ; Ekko lui-même chante sur ce morceau, lequel est un succès dans de nombreux pays comme la France, l'Allemagne, la Suisse, l'Australie ou encore la Nouvelle-Zélande. Environ 10 millions d'exemplaires sont vendus et le clip vidéo dépasse le milliard de vues sur YouTube, Ekko et Rihanna performant le morceau lors des Grammy Awards 2013.
En février 2013, son EP Tracks rencontre un franc succès, notamment grâce au single Pull Me Down qui bénéficie d'une vidéo via VEVO. La même année, Ekko co-écrit la chanson We Remain pour le film Hunger Games : L'Embrasement, interprétée par Christina Aguilera. 
Il sort en 2015 son premier album intitulé Time.
En 2018, il sort son deuxième album, intitulé Fame.

## Discographie

### EP
| Titre         | Date de sortie   |
| ------------- | ---------------- |
| Strange Fruit | 15 février 2009  |
| Reds          | 29 juin 2010     |
| Blues         | 14 décembre 2010 |
| Tracks        | 8 février 2013   |
| Advance Copy  | 2 mars 2018      |

### Albums studio
| Titre | Date de sortie  |
| ----- | --------------- |
| Time  | 16 janvier 2015 |
| Fame  | 2 novembre 2018 |

### Singles
| Date de sortie | Titre                | Album  |
| -------------- | -------------------- | ------ |
| 2012           | We Must Be Killers   | Aucun  |
| 2012           | Feels Like the End   | Tracks |
| 2012           | Pull Me Down         | Tracks |
| 2013           | Kids                 | Aucun  |
| 2014           | Smile                | Time   |
| 2015           | Watch Me Rise        | Time   |
| 2017           | Blood on the Surface | Fame   |
| 2017           | Light the Way        | Fame   |
| 2018           | Not the One          | Fame   |
| 2018           | Moment               | Fame   |
| 2018           | What's It Like Now   | Fame   |